# Melleville
Melleville är en kommun i departementet Seine-Maritime i regionen Normandie i norra Frankrike. Kommunen ligger i kantonen Eu som tillhör arrondissementet Dieppe. År 2022 hade Melleville 261 invånare.

## Befolkningsutveckling
Antalet invånare i kommunen Melleville
| Referens: INSEE |